# Ste van Holm
Ste van Holm (født Stefan Holm, 1977) er en dansk musiker.
Han har på nuværende tidspunkt udgivet syv album, hvoraf alle er tilgængelige på iTunes.

## Diskografi
- Odyssey (2001)
- Tabula Rasa (2004)
- Constructions (2007)
- Anyway (2009)
- Harvest (2012)
- Tesla (2015)
- Illusions (2016)

## Musikvideoer
Udover at instruere videoer til egne numre, har Ste van Holm også instrueret for Majbritt Løfgreen og Trey Gunn (King Crimson).
Herudover instruerede Ste van Holm filmen 'Traumfestival' om bandet Einstürzende Neubauten i 2003.